# Nieuw Monnikenhuize
Nieuw Monnikenhuize – wielofunkcyjny stadion, położony w mieście Arnhem, Holandia. Oddany został do użytku 1950 roku. Swoje mecze na tym obiekcie rozgrywał zespół SBV Vitesse, aż do 1997 roku, kiedy to klub przeniósł się na nowoczesny Gelredome. Pojemność stadionu dochodziła do 18 000 osób.
Mecz: SBV Vitesse - FC Twente 2:1, rozegrany 21 grudnia 1997, był ostatnim spotkaniem piłkarskim rozegranym na Nieuw Monnikenhuize.